# Главацький Олександр Олександрович
Олександр Олександрович Главацький  (1875 — ?) — до початку 1930-х — заступник начальника Південного експлуатаційно-планового управління Наркомату шляхів сполучення СРСР, заступник уповноваженого Наркомату шляхів сполучення СРСР при РНК УСРР. Член ВУЦВК (до грудня 1930 року).

## Життєпис
Народився у 1875 році у місті Таганрог Міуського округу області Війська Донського, українець, з дворян, освіта вища. Мешкав у Харкові.
На початку 1920-х років перебував на посаді як начальника, так і помічника начальника Південного Округу шляхів сполучення. На 1925 рік — заступник уповноваженого Народного комісаріату шляхів сполучення СРСР по Українській СРР.
Заарештований 28 вересня 1930 року ОДПУ, як член українського центру Промпартії, за організацію шкідництва в апараті наркомату і ухвалою колегії ОДПУ від 7 грудня 1931 року позбавлений волі у відбуванні до концтабору на 10 років. Термін покарання відбував у Вяземському ВТТ.
31 березня 1938 року звільнений достроково, за ухвалою особливої наради при НКВС СРСР від 31 травня 1941 року судимість і пов'язані з нею обмеження знято. У 1941 році працював у системі ГУШОСДОРу Митищинського району Московської області.

## Відзнаки
- Орден Трудового Червоного Прапора УСРР (03.11.1922)[1]  — «за корисну, енергічну і плодовиту працю з полегшення транспортної кризи в Україні» [2]